# Ippolito Aldobrandini (1594-1638)
Pour les articles homonymes, voir Aldobrandini.
Ippolito Aldobrandini, iuniore (né en 1594 à Rome, alors la capitale des États pontificaux, et mort le 19 juillet 1638 dans la même ville), est un cardinal italien de l'Église catholique de la XVIIe siècle, nommé par le pape Grégoire XV. 
Il est petit-neveu du pape Clément VIII (1592-1605), un neveu des cardinaux Pietro Aldobrandini (1593) et Cinzio Passeri Aldobrandini (1593) et le frère du cardinal Silvestro Aldobrandini (1603).

## Biographie
Ippolito Aldobrandini est prieur de S. Michele à Parme. Le pape Grégoire XV le crée cardinal lors du consistoire du 19 avril 1621. 
Le cardinal Aldobrandini est abbé de S. Angelo di Procida à Naples (1622) et abbé de S. Maria della Gironda, Bozzoli, Crémone (1622. Il participe au conclave de 1623, lors duquel Urbain VIII est élu pape. Il est camerlingue de la Sainte Église à partir de 1623.